# 셰브케트 파묵

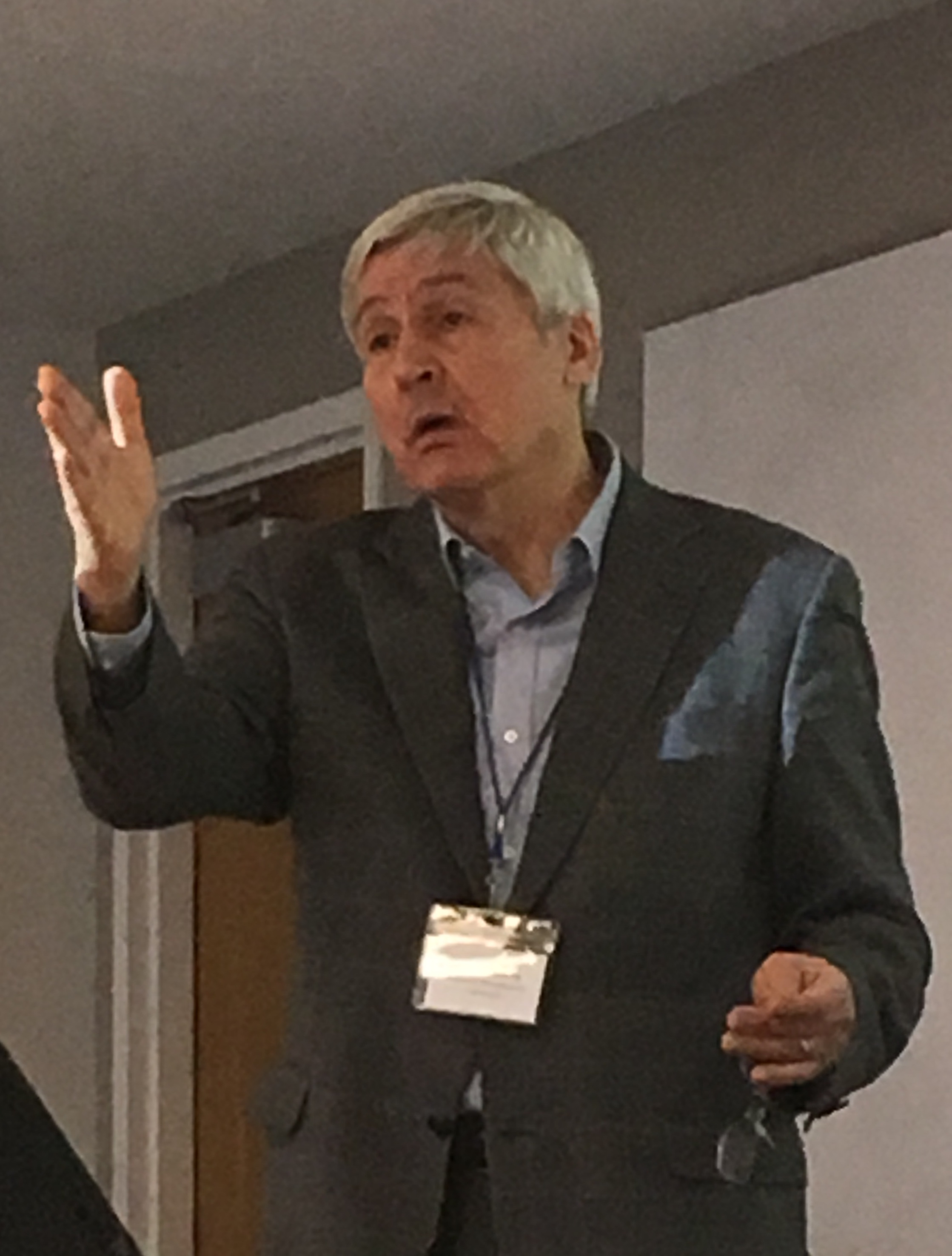

셰브케트 파묵(Şevket Pamuk, 1950 ~ )은 터키의 경제사학자로, 보아지치 대학교에서 교수로 재직 중이다. 노벨 문학상 수상자인 오르한 파묵의 두 살 많은 친형이다.